# 北岡明佳

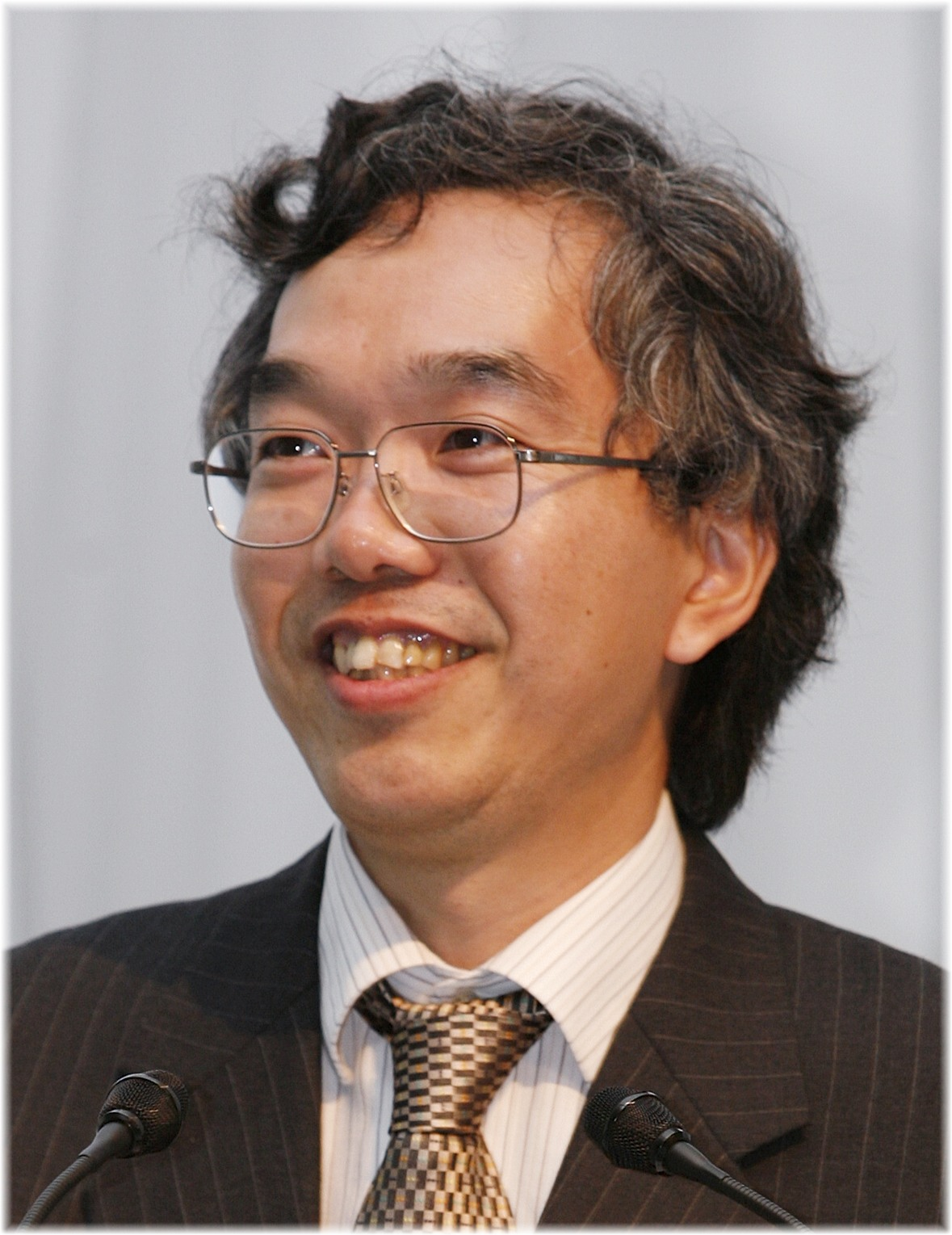
北岡 明佳

北岡 明佳（きたおか あきよし、1961年 - ）は、日本の心理学者。立命館大学総合心理学部教授。専門は錯視、知覚心理学。

## 来歴
高知県出身。筑波大学第二学群生物学類卒業。同大学大学院心理学研究科博士課程修了。教育学博士。
錯視研究の第一人者である。錯視の心理学的な研究とともに、錯視を利用したデザインにも取り組み、多くの錯視画像を考案し、書籍として出版したり展覧会を開いたり自身のwebサイトにて公開したりしている。レディー・ガガのアルバム『アートポップ』の盤面デザインにも起用されている。
2001年、北岡・ピンナ・ブレルスタッフの共同で「北岡のY接合部の錯視」を発表。

## 著書
- 『動く!作れる!マジカル・アイ』宝島社、2002年12月。ISBN 978-4796630573
- 『トリック・アイズ』カンゼン、2002年12月。ISBN 978-4901782111
- 『トリック・アイズ〈2〉ながめるだけで、「脳が活性化して、こころの健康によい」魔法のイラスト集』カンゼン、2003年6月。ISBN 978-4901782166
- 『現代を読み解く心理学』丸善、2005年3月。ISBN 978-4621075449
- 『トリック・アイズ グラフィックス』カンゼン、2005年8月。ISBN 978-4901782531
- 『脳が活性化する魔法のイラスト集―トリック・アイズ ブレイン』カンゼン、2006年4月。ISBN 978-4901782715
- 『だまされる視覚 錯視の楽しみ方』化学同人、2007年1月20日。ISBN 978-4759813012
- 『脳を刺激するサイエンスアートブック トリック・アイズデザイン』カンゼン、2007年5月。ISBN 978-4901782968
- 『もっと脳が活性化する魔法のイラスト集―トリック・アイズブレイン2』カンゼン、2007年7月。ISBN 978-4862550019
- 『錯視完全図解―脳はなぜだまされるのか?』ニュートンプレス、2007年9月27日。ISBN 978-4315518030
- 太田光、田中裕二、北岡明佳（共著）『爆笑問題のニッポンの教養 この世はすべて錯覚だ 知覚心理学』講談社、2008年5月27日。ISBN 978-4062826143